# Нова Тернопільська газета
«Нова Тернопільська газета» — суспільно-політичний тижневик Тернополя, що виходить один раз на тиждень у середу. Заснована у 2000 році.

## Зміст
У газеті на 24 сторінки висвітлюються політика, кримінал, культура, спорт, поради для господаря, ринок.

## Колектив
- Микола Мартинчук — головний редактор (від 2000).

## Казус
25 січня 2012 року в газеті надрукований анонімний матеріал «Біля «Орнави» лилася «чорна» кров… Араби з неграми билися за наших курвів» про бійку в місцевому барі, який проілюстровано колажем, де чорношкірі студенти зображені мавпами.
Це викликало резонанс у світі. Французький сайт observers.france24.com розмістив фото першої шпальти «Нової Тернопільської газети» та коментар студентів технічного університету.